# Hermann Ungar

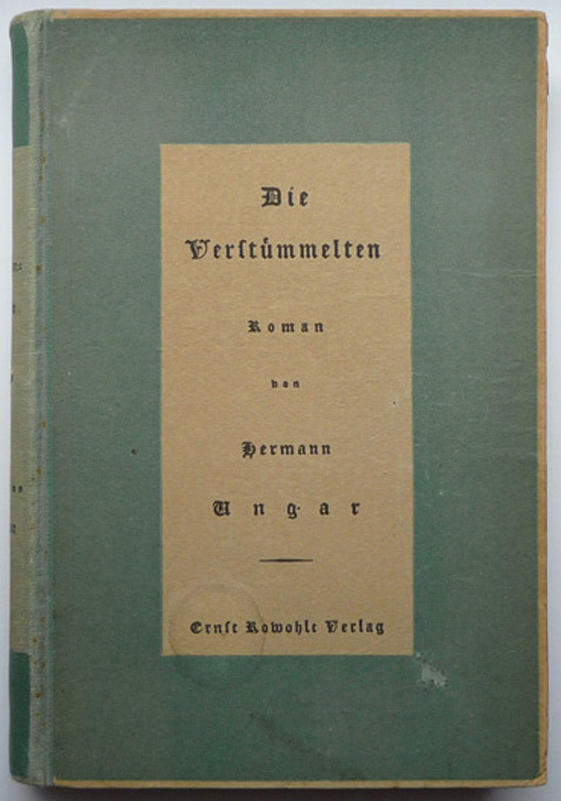
Eerste druk van Die Verstümmelten, 1923

Hermann Ungar (Boskovice, 20 april 1893 – Praag, 28 oktober 1929) was een Moravische schrijver van Joodse afkomst. 

## Werk
Het oeuvre van Hermann Ungar, die in het Duits schreef, wordt vaak omschreven als naargeestig, zwartgallig  en choquerend. Hij liet zich inspireren door het literaire expressionisme en door de psychoanalyse van Sigmund Freud en schreef over gewaagde onderwerpen als antisemitisme, schuldgevoelens en seksuele frustraties.
Tot zijn bewonderaars behoorden de schrijvers Stefan Zweig en Thomas Mann, die in 1923 peetvader werd van Ungars zoon Thomas Michael Ungar. Mann noemde de vertellingen in Knaben und Mörder "een visioen dat voor eeuwig een stempel op me heeft achtergelaten".
Ook roept Ungars werk hier en daar associaties op met dat van Robert Walser. Hij sloot zich aan bij Franz Kafka, Ernst Weiss en Max Brod, maar stond enigszins apart binnen die Praagse schrijversgroep. Zijn toneelstukken, Der rote General uit 1928 en het pas na zijn dood opgevoerde Die Gartenlaube, hadden groot succes in Berlijn.

## Levensloop
Zijn ouders waren Emil Ungar en Jeannette Ungar née Kohn. Zijn vader bezat een brandewijnstokerij en was daarnaast burgemeester van Boskovice in Zuid-Moravië. Als soldaat in de Eerste Wereldoorlog raakte Ungar ernstig gewond. Hij studeerde in Berlijn, München en Praag en promoveerde in 1918 in de rechtsgeleerdheid. Hij was korte tijd advocaat en regisseerde enkele theaterstukken. Hij werd in 1922 handelsattaché in Berlijn voor Tsjecho-Slowakije, later werkte hij op het Ministerie van Buitenlandse Zaken in Praag.
In 1929 nam hij ontslag om zich geheel aan het schrijverschap te kunnen wijden, maar al op 28 oktober van datzelfde jaar stierf hij, 36 jaar oud, ten gevolge van een verwaarloosde blindedarmontsteking.

## Secundaire literatuur
- Carina Lehnen: Krüppel, Mörder und Psychopathen: zu Hermann Ungars Roman „Die Verstümmelten“. Igel, Paderborn 1990, ISBN 3-927104-09-4.
- Manfred Linke: Hermann Ungar. Eine Einführung in sein Werk und eine Auswahl. Steiner, Wiesbaden 1971.
- Dieter Sudhoff: Hermann Ungar. Leben – Werk – Wirkung. Würzburg 1990.